# William Stern
William Lewis Stern, född 29 april 1871 i Berlin, död 27 mars 1938 på Duke University, Durham, North Carolina, USA, var en tysk psykolog, grundare av intelligenskvottesten. Han var far till filosofen Günther Anders.
Stern blev professor i Breslau 1907 och efterträdde 1916 Ernst Meumann som ledare för den psykologiska institutionen i Hamburg. Han var en av de främsta målsmännen för individual- eller differentialpsykologin och ägnade sig även åt den så kallade utsagopsykologin. Tillsammans med sin hustru, Clara Stern, utgav han barnpsykologiska arbeten. Han är mest berömd för sina personlighetspsykologiska studier, och för att han 1912 fann ett sätt att beräkna intelligenskvot. 
Sina allmänna filosofiska åsikter framställde Stern i Person und Sache (I, 1906). Hans övriga huvudarbeten är Ideen zu einer Psychologie der individuellen Differenzen (1900) och Zur Psychologie der Aussage (1902). Han utgav 1903–1906 "Beiträge zur Psychologie der Aussage" och utgav från 1907 tillsammans med Otto Lipmann Zeitschrift für angewandte Psychologie und psychologische Sammelforschung.